# 高橋種直
高橋 種直（たかはし たねなお、慶長12年（1607年） - ？）は江戸時代初期の島津氏の家臣で薩摩藩士。通称は七郎右衛門。別名は延時、長吉。官位は主膳。父は日向縣藩主の高橋元種。養子は高橋種十。

## 生涯
慶長12年（1607年）に高橋元種の次男として誕生した。ところが慶長18年（1613年）、種直が7歳のときに父の元種が改易され陸奥国棚倉藩預かりとなる。種直の兄である左京大夫も陸奥国二本松藩に配流されると、種直は家臣の土師七左衛門経次と花田備後守行栄の両名に伴われ薩摩島津氏を頼った。種直は日向国の綾に召し置かれ、毎年米1,000俵を賜る待遇を与えられた。
元和2年（1616年）、父が改易された負い目から高橋姓を遠慮するよう内意が下り、祖母の姓である田原氏を名乗る。元和6年（1620年）、綾から鹿児島へ移されると、土師と花田も召し出されて、それぞれ200石を与えられた。
寛永14年（1637年）の島原の乱の際には、翌年1月にその鎮圧の軍に参加している。万治2年（1659年）に高橋氏への復姓が許され、翌万治3年（1660年）9月には大崎地頭を仰せ付かった。

## 系譜
- 父：高橋元種
- 母：不詳
- 妻：不詳
- 養子：高橋種十